# Grgurevići
Grgurevići je naseljeno mjesto u Republici Hrvatskoj u sastavu općine Sibinj u Brodsko-posavskoj županiji.

## Zemljopis
Grgurevići se nalazi sjeverno od Sibinja na obroncima Dilj gore, susjedna naselja su Brđani i Ravan na sjeveru, Jakačina Mala na jugu te Čelikovići na istoku.

## Stanovništvo
Prema popisu stanovništva iz 2011. godine Grgurevići su imali 122 stanovnika, dok su 2001. godine imali 175 stanovnika, od kojih su svi bili Hrvati. 
| broj stanovnika | 165   | 193   | 166   | 183   | 148   | 225   | 220   | 248   | 282   | 264   | 259   | 233   | 216   | 186   | 175   | 122   | 98    |
|                 | 1857. | 1869. | 1880. | 1890. | 1900. | 1910. | 1921. | 1931. | 1948. | 1953. | 1961. | 1971. | 1981. | 1991. | 2001. | 2011. | 2021. |